# Кузьмін Олег Євгенович
Оле́г Євге́нович Кузьмі́н (нар. 13 травня 1949, Львівська область) — український науковець у галузі економіки, доктор економічних наук, професор, директор Навчально-наукового інституту економіки і менеджменту Національного університету «Львівська політехніка»

## Біографія
Народився 13 травня 1949 року в м. Кам'янка-Бузька на Львівщині в родині учителів української мови і літератури Патланя Івана Мусійовича та Патлань Ольги Степанівни (до одруження — Гулак-Артемовська, що походила з родини славетного українського композитора). Свого батька Олег втратив у дворічному віці, коли той помер. Згодом названим батьком для Олега став Кузьмін Євген Миколайович — офіцер, учасник Другої світової війни, з яким одружилась його мати.
У 1951 р. сім'я Кузьміних переїжджає у м. Бібрка на Львівщині у зв'язку з призначенням матері Олега директором Ланівської восьмирічної школи. У цій же школі у 1956 р. Олег стає учнем першого класу, згодом (у зв'язку із переїздом батьків) продовжує навчання у Стоківській восьмирічній школі на Бібрщині, а у 1966 р. із золотою медаллю закінчує вже Бібрську середню школу та вступає на інженерно-економічний факультет Львівського політехнічного інституту. З цього часу усе його життя пов'язане із цим вищим навчальним закладом. Як свого часу сказав про нього проректор, професор Анатолій Загородній, «трудова книжка, яку йому було у 1971 р. виписано, ось уже протягом 43 років зберігається у відділі кадрів Львівської політехніки. Змінилися тільки записи про посади, які обіймав Олег Кузьмін: асистент — старший викладач — доцент — професор — завідувач кафедри — директор інституту».
1971 р. отримав диплом за спеціальністю «Економіка і організація машинобудівної промисловості». З 1971 р. асистент кафедри економіки та організації машинобудування та приладобудування, потім старший викладач, доцент, професор цієї ж кафедри. У період 1995—2001 рр. — декан інженерно-економічного факультету, який був реорганізований 30 листопада 2001 р. у Навчально-науковий інститут економіки і менеджменту Національного університету «Львівська політехніка». Олег Кузьмін став його директором.
У 1977 р. захистив кандидатську дисертацію на тему «Управління якістю норм праці в машинобудуванні», а в 1989 р. — докторську дисертацію на тему «Системи матеріальних стимулів праці в промисловості: формування та управління розвитком». Вчені звання доцента і професора присвоєно відповідно 1981 та 1991 рр.
Ще із студентських років Олег Кузьмін захоплюється книжкою, спортом та музикою. Зокрема, будучи ще студентом, він неодноразово був членом футбольної команди курсу, факультету, а також колективів фізкультури Бібрського та Перемишлянського районів. Окрім того, завжди любив брати до рук гітару. Не забував теперішній професор і про науку та ще студентом підготував перші наукові статті щодо проблем матеріального стимулювання, нормування праці, а також фінансування діяльності підприємств.

## Наукова діяльність
Автор понад 1200 наукових праць, серед них понад 200 монографій. Крім того, автор понад 23 підручників і близько 100 навчальних посібників. Під науковим керівництвом (консультуванням) Олега Кузьміна захищено 30 докторських і понад 100 кандидатських дисертацій. З 1994 р. він є головою спеціалізованої вченої ради із захисту кандидатських дисертацій, а з 2007 р. — докторських дисертацій при Національному університеті «Львівська політехніка». Виконував обов'язки заступника голови спеціалізованої вченої ради із захисту докторських дисертацій при Інституті регіональних досліджень НАН України. Є засновником Наукової школи процесно-структурованого менеджменту. Під його науковим керівництвом виконано низку держбюджетних та госпдоговірних науково-дослідних тем.
Брав участь у різноманітних міжнародних проектах: наукова співпраця «USAID» з Вейнським державним університетом (США) (1997—2002 рр.) у програмах обміну викладачами, узгодження навчальних програм, стажування; співробітництво в межах програми «Підтримка розвитку менеджменту та бізнес-освіти в Україні» (1999—2000 рр.) з університетами Міннесоти, Вищою школою бізнесу Св. Томаса (США), Варшавською школою економіки, Ольштинським університетом (Польща); співпраця згідно з угодою про співробітництво із Міжнародною фінансовою корпорацією, Світовим банком (1991—2001 рр.) у контексті наукової співпраці та підготовки спецкурсу «Корпоративне управління»; діяльність у проекті TEMPUS — TACIS та ін. Проходив стажування за кордоном, зокрема у Франції та Польщі. Також професор впродовж 2017-2019 рр. є співкоординатором проекту мобільності згідно з міжінституційною угодою за програмою Еразмус+ між Національним університетом «Львівська політехніка» та Kingston University (м. Лондон, Велика Британія) (2017-1-UK01-KA107-036029). У 2017 р. Олег Кузьмін спільно з партнерами з Швеції, Румунії, Бельгії, Болгарії, Латвії, Франції, Казахстану та України долучився до виконання ще одного проекту Еразмус+: «Впровадження системи забезпечення якості освіти шляхом співпраці Університету-Бізнесу-Уряду у вищих навчальних закладах – EDUQAS» (586109-EPP-I-2017-1-RO-EPPKA2-CBHE-SP).

## Навчально-педагогічна діяльність
Професор О. Кузьмін є одним із авторів концепції розвитку навчального процесу перепідготовки економістів і менеджерів та її реалізації у Міжгалузевому інституті підвищення кваліфікації Львівської політехніки, що тепер відомий як Навчально-науковий інститут адміністрування та післядипломної освіти. Олег Кузьмін – відповідальний редактор англомовного журналу «Economics, Entrepreneurship, Management», а також член редколегій науково-практичних журналів «Регіональна економіка» й «Економіка та держава». У минулому професор був відповідальним редактором Вісника Національного університету «Львівська політехніка» «Менеджмент та підприємництво в Україні: етапи становлення і проблеми розвитку», а також членом редколегії науково-виробничого журналу «Проектування, виробництво та експлуатація автотранспортних засобів і поїздів», журналів «Інвестиційний вісник», «Зовнішньоекономічна діяльність», «Менеджмент» та інших.
Працював у різноманітних структурах Міністерства освіти і науки України, зокрема був членом секції «Економіка» Наукової ради, членом Президії Науково-методичної комісії з менеджменту і адміністрування, працював заступником голови експертної ради Державної акредитаційної комісії з менеджменту та торгівлі, членом Науково-методичної комісії зі спеціальності «Бізнес-адміністрування». Також професор О. Кузьмін  був головою підкомісії «Менеджмент зовнішньоекономічної діяльності» Науково-методичної комісії з менеджменту та адміністрування.

### Інститут економіки і менеджменту
За ініціативи та активного сприяння професора О. Кузьміна в Навчально-науковому інституті економіки і менеджменту реалізовується система заходів, спрямованих на підвищення якості освіти, ефективне розв'язання навчальних, методичних, наукових і виховних завдань, розвиток навчальної матеріально-технічної бази. Випускники кожної спеціальності та спеціалізації очолюваного Олегом Кузьміним Інституту є конкурентоспроможними на ринку праці, успішними у підприємницькій діяльності та на державній службі, обіймають ключові посади керівників і провідних фахівців бізнес-структур, організацій, наукових установ, органів державного управління, дипломатичних служб і міжнародних організацій.
Інститут економіки і менеджменту під керівництвом професора О. Кузьміна здійснює підготовку фахівців відповідно до вимог світового освітнього простору. Для вирішення відповідних завдань ведеться активна співпраця з бізнесом, уніфікуються освітні програми підготовки фахівців з економіки і менеджменту, впроваджуються сучасні інформаційні технології, розвивається міжнародна співпраця з провідними університетами та науковими центрами, модернізується матеріально-технічна база, удосконалюється методичне забезпечення, розвиваються творчі зв'язки з підприємствами, організаціями, підприємницькими структурами, банківськими установами, органами державного управління тощо. Навчання в ІНЕМ забезпечує ґрунтовну наукову, професійну та прикладну підготовку кожного студента. Щорічні їхні перемоги на всеукраїнських і міжнародних олімпіадах, конкурсах наукових та випускних робіт є найкращим свідченням цього.
Інноваційні технології і методи навчання супроводжують студента протягом усього періоду його навчання. ІНЕМ — це сучасні аудиторії, спеціалізовані комп'ютерні лабораторії, новітнє устаткування, завдяки чому кожен студент отримує доступ до найновіших технологій мультимедійного світу. У навчальному процесі використовуються відеоконференції. Кожен студент Інституту має змогу поглиблювати свої знання дистанційно завдяки мережі Віртуального навчального середовища.

### Співпраця з іноземними навчальними закладами
За безпосередньої участі професора О. Кузьміна студенти Інституту економіки і менеджменту під час навчання мають змогу здобути паралельно диплом іноземного навчального закладу в рамках програми мобільності студентів і викладачів згідно з Болонською декларацією. Налагоджені міжнародні контакти ІНЕМ із провідними іноземними університетами забезпечують можливість студентам поглиблювати свої знання іноземних мов, здобувати освіту на міжнародному рівні, а також проходити практику за кордоном. Зокрема, укладені відповідні угоди із Краківським гірничо-металургійним університетом (Польща), Вищою фаховою школою Ліппе і Гюкстер (Німеччина), Суспільною академією наук (Польща), Економічним університетом (Словаччина), Ряшівською політехнікою (Польща), Університетом ім. Матея Беля (Словаччина), Вищою школою бізнесу у Домброві-Гурнічій (Польща), Економічною академією (Польща), Вищою школою менеджерських кадрів (Польща), Університетом інформаційних технологій та менеджменту (Польща), Угорським національним економічним університетом (Угорщина), Інститутом економіки малих і середніх підприємств Віденського економічного університету (Австрія), Університетом прикладних наук (Німеччина), Вищою школою маркетингового управління та іноземних мов (Польща), Громадською вищою школою підприємництва та управління (Польща), Університетом Леона Козмінського (Польща) тощо. Зокрема, понад 100 студентів Інституту щорічно під час навчання у магістратурі паралельно навчаються у Вищій школі бізнесу у Домброві Гурнічій (Польща), у Вищій економічній школі у Білостоку (Польща) та у Краківському гірничо-металургійному університеті (Польща). Студенти Інституту беруть активну участь у різних міжнародних програмах обміну.

## Громадська діяльність
У 1992 р. О. Кузьмін очолив колектив фахівців із розроблення та впровадження Програми приватизації комунального майна Львівської області. У 1993 р. брав участь у роботі Центру економічних реформ при Прем'єр-міністрові України і став одним із авторів Комплексу заходів із реформування національної економіки. Працював членом Консультативної ради при Голові Львівської обласної державної адміністрації, членом економічної ради при Голові м. Львова, завідував сектором економіки Західного наукового центру Національної академії наук України. Також він був і є радником глав Львівської обласної державної адміністрації та міського голови Львова.

## Відзнаки
Заслужений працівник народної освіти України, академік Української академії наук, Академії підприємництва та менеджменту України, Транспортної академії України, Академії економічних наук України, Академії наук вищої освіти України.
Професор Олег Кузьмін нагороджений:
- медаллю ім. Івана Огієнка (2021 р.)
- орденом «За заслуги» III та ІІ ступенів (2009 та 2018 рр.)
- почесною грамотою Верховної Ради України «За особливі заслуги перед Українським народом» (2015 р.)
- державним знаком «Відмінник освіти України» (2003 р.)
- державним знаком «Петро Могила» (2005 р.)
- медаллю «15 років Збройним Силам України»
- подякою та грамотою Львівської митниці ДФС України за підготовку висококваліфікованих фахівців для національної економіки (2014 р. та 2017 р.)
- відзнакою Львівської обласної ради (2014 р.)
- медаллю Національної академії педагогічних наук України «Григорій Сковорода» за особистий внесок у розвиток української освіти, а також вагомі досягнення у сфері педагогічних наук (2014 р.)
- нагрудним знаком Львівської обласної ради (2014 р.)
- відзнакою ВГО «Спілка ветеранів та працівників силових структур України» «За службу державі» (2017 р.)
- Почесний професор Львівської політехніки (2023)[3].